# Чебоксарский региолект русского языка
Че́боксарский региоле́кт ― разновидность русского языка, распространённая в основном среди жителей города Чебоксары и его агломерации. Региолект начал формироваться во времена Чувашской АССР путём наложения чувашского языка на литературный вариант русского языка. Разновидность отличается от иных разновидностей русского языка некодифицированными единицами разговорной речи, чувашско-русскими новообразованиями и подражанием чувашскому произношению русских слов.

## Описание
Своеобразие русского языка вызвано, с одной стороны, региональным варьированием русского языка этнических русских, проживающих в Чувашии со времён присоединения к Московскому государству, с другой — влиянием чувашского языка на русский.
Чебоксарский региолект не является распространённым явлением, так как этническое русское население (и, соответственно, диалектная основа для русского языка) сложилось на территории Чебоксар только в период Советской Чувашии, при этом основная масса данного населения имеет высшее и среднее профессиональное образование, что подразумевает владение и русским литературным языком. Чебоксарский региолект начал выделяться в результате наложения чувашского языка на литературную версию русского языка; региолект включает в себя некодифицированные единицы разговорной речи, чувашско-русские новообразования, подражание чувашскому произношению русских слов и семантические кальки с чувашского. Он распространён в городе Чебоксары и в его агломерации.

## Лексические и речевые особенности

### Некодифицированные единицы разговорной речи
Некодифицированные единицы чебоксарского региолекта, довольно устойчивые в обыденной речи, зачастую восходят к локальному молодёжному сленгу и фактически являются неофициальными названиями тех или иных топонимов (например, Северо-Западный район в просторечии называется «СЗР», Чебоксары ― «Чебы» и т. д.). Самым распространённым способом образования новых слов является добавление финального компонента «-ка» (например, Новоюжный район ― «Новоюжка», местность, прилегающая к улице Богдана Хмельницкого, ― «Богданка» и пр.). Лингвисты Т. Н. Ерина и Э. В. Фомин рассматривают данные названия в качестве уникальных только для города Чебоксары лексических единиц.
Помимо топонимов подобным способом ― добавлением «-ка» ― в обыденной речи жителей Чебоксар преобразуются официальные номера маршрутов общественного транспорта («Маршрут № 2» → «Двойка», при этом «Маршрут № 1» → «Первый»). Для чебоксарского региолекта также характерны стяжения, такие как «маршрутка».

### Чувашско-русские новообразования
Русской речи жителей Чебоксар придают специфичные черты новообразованных слов, созданных путём объединения чувашских и русских единиц, например, слова «ка́мович», «ка́мовна» уточняют отчество и происходят от чувашского слова «кам» (с чуваш. — «кто») с добавлением финального компонента -ович/-овна. Данные новообразования привязаны к Чувашии и не встречаются за её пределами. По мнению Ериной и Фомина, подобные лексические образования становятся основой для освоения чебоксарским региолектом чувашских слов.
Чебоксарский региолект также вводит особые формы чувашских глаголов (так, «кая́хать» происходит от слова «кай», с чуваш. — «уйди»). Любой чувашский глагол может получить подобную «русифицированную» форму, так как образование глаголов в региолекте происходит в присущем чувашскому языку агглютинативном ключе: глаголы представлены корнем в форме повелительного наклонения, сингармонизм выдерживается в чувашской части слова. Использование данных форм чувашских глаголов характерно для речи людей, в какой-либо мере знающих чувашский язык.
В основном данные новообразования представляют собой неологизмы, возникшие в конце XX-начале XXI века. Однако употребление некоторых подобных единиц (например, слова «камович», а также «русифицированных» чувашских глаголов) было зафиксировано уже в 1970-х годах. По мнению Ериной и Фомина, в советский период данные единицы не были подробно изучены лексикографами, так как считались единичными маргинальными явлениями. Данные межъязыковые образования зачастую являются просторечиями.

### Подражание чувашскому произношению русских слов
Имитация чувашского произношения русских слов главным образом встречается в общении между знакомыми либо среди чувашской диаспоры за пределами территории республики. В данном произношении в основном применяются апокопа, элизия, замещение мягких [c’] и [з’] звуком [ш’] и т. д. В обыденной речи также часто используются частицы «что ли», «что ль», «да», «-ка». На лексическом уровне данное воспроизведение осуществляется с помощью использования чувашизмов и замены слов русского происхождения описательными словосочетаниями. С грамматической точки зрения имитация возможна путём нарушения согласования слов в роде, числе, падеже и использованием порядка слов подлежащее ― дополнение ― глагол.